# Tatort: Die Kampagne
Die Kampagne ist ein Fernsehfilm aus der Krimireihe Tatort. Die Folge wurde vom Südwestfunk unter der Regie von Thomas Bohn produziert und erstmals am 5. März 1995 im Deutschen Fernsehen ausgestrahlt. Es ist die 304. Folge des Tatorts und 7. Episode mit der Ludwigshafener Ermittlerin Lena Odenthal (Ulrike Folkerts), in der sie  Stefan Tries (Ben Becker) als Assistenten an die Seite gestellt bekommt.

## Handlung
Auf dem Polizeirevier wird Kommissarin Lena Odenthal von einer besorgten Mutter angesprochen. Silke Tennenbaum vermisst ihren siebenjährigen Sohn, doch Odenthal verweist auf die verantwortlichen Beamten. Kurze Zeit später muss sie feststellen, dass dieser Fall doch in ihr Ressort fällt, denn der Junge wird in einem Waldstück tot aufgefunden. Zusammen mit ihrem neuen Assistenten, Stefan Tries, den die Kommissarin von einem früheren Fall her gut kennt, muss sie den Tod des Kindes aufklären.
Silke Tennenbaum ist fest entschlossen, den Mörder ihres Sohnes zu finden. Als Chefin einer renommierten Werbefirma ist sie davon überzeugt, den Täter in fünf Tagen zu stellen. Dazu startet sie eine massive Kampagne und stellt deshalb alle anderen Aufträge zurück.
Odenthal und Tries kontaktieren ihren Kollegen Paul Gauert von der Sitte, da sie eine sexuell motivierte Tat vermuten. In Mikes Kinderzimmer fällt der Kommissarin eine Zeichnung auf, die ihre Annahme bestätigt. Als vielbeschäftigte Geschäftsfrau hatte Silke Tennenbaum für ihren Sohn viel zu wenig Zeit, daher vermutet Odenthal das Motiv der Tat im Umfeld der Mutter, zumal diese entsprechend übertrieben reagiert. Durch ihre private Werbekampagne mit Radiodurchsagen, Fernsehspots, Plakaten und sogar einer Privatdetektei, artet die Aktion in eine moderne Menschenjagd aus. Sogar eine Reality-Show ist geplant, da sich private Sponsoren finden, die das ganze für ihre Produktwerbungen ausnutzen möchten. Durch die Recherchen der Privatdetektive gerät der früherer Straftäter Hans Holters unter Mordverdacht. Der Medienrummel bewirkt eine Vorverurteilung des Mannes, was am Ende zum Selbstmord von Holters führt.
Lena Odenthal stößt unterdessen mit Hilfe von Paul Gauert auf ein Sexvideo, das den kleinen Mike Tennenbaum als Hauptfigur zeigt. Nach intensiver und akribischer Recherche, kann Assistent Tries den Aufnahmeort des Videos herausfinden, was die Ermittler zu einer Wohnung führt, die Meier-Brecht, dem Lebensgefährten von Silke Tennenbaum, gehört. Als Odenthal ihn zur Rede stellen will, erklärt er ihr, dass er mit diesen Videoaufnahmen nur die emotionale Leere ausfüllen wollte, die Mikes Mutter in ihm erzeugt hatte. Er leugnet diese Filme zu gewerblichen Zwecken erstellt oder gar das Kind umgebracht zu haben. Doch mit Hilfe eines manipulierten Fotos, gelingt es Odenthal Meier-Brecht zu einem Geständnis zu bewegen. Er gibt an, den Jungen geliebt zu haben, als dieser jedoch begann sich von Meier-Brecht abzuwenden und es zu einem Streit kam, eskalierte die Situation und er habe den Jungen im Affekt erschlagen.

## Hintergrund
Der Film wurde 1994 vom Südwestfunk produziert.
Ulrike Folkerts wird hier von Ben Becker unterstützt, der 1991 die Rolle des Stefan Tries bereits in der Odenthal-Folge Tod im Häcksler bekleidete.

## Rezeption

### Einschaltquote
Bei seiner Erstausstrahlung am 5. März 1995 wurde die Folge Die Kampagne in Deutschland von 8,99 Millionen Zuschauer gesehen, was einem Marktanteil von 25,02 Prozent entsprach.

### Kritik
Die Kritiker der Fernsehzeitschrift TV Spielfilm finden diesen Tatort nur mittelmäßig und meinen: „Etwas übertriebene, doch recht spannende Lektion über die ‚Wahrheitskonstruktion‘ der Medien.“